# Далош, Дьёрдь
Дьёрдь Да́лош (венг. Dalos György; род. 23 сентября 1943, Будапешт) — венгерский писатель, пишущий на венгерском и на немецком языках.

## Биография
Родился в еврейской семье, после смерти отца, погибшего в 1945 году в концентрационном лагере, жил с бабушкой. С 1962 по 1967 годы учился на историческом факультете Московского государственного университета. Изначально хотел заниматься Африкой, но свою дипломную работу посвятил германской социал-демократии в период Веймарской республики. По окончании университета вернулся из Советского Союза и работал в Будапеште в музее. В 1964 году вступил в Венгерскую социалистическую рабочую партию. В том же году вышел в свет его первый сборник стихов. В 1965 году был принят в Венгерский союз писателей.
В 1968 году как член леворадикального студенческого кружка осуждён за «участие в маоистском движении» по обвинению в антигосударственной деятельности на 7 месяцев «условно». Кроме того, Далоша исключили из партии и уволили с работы. Лишившись права на публикации, занимался переводами — на протяжении 19 лет в Венгрии не вышла ни одна его книга, зато он перевёл на венгерский не опубликованную в самом СССР «Сексологию» Игоря Кона, а также статьи маршалов Тухачевского и Чуйкова. Вскоре был помещён под полицейский надзор, который был снят в результате 25-дневной голодовки и вмешательства на стороне Далоша известного философа Дьёрдя Лукача.
В 1977 году стоял у истоков венгерского демократического оппозиционного движения. В 1984 году был приглашён в Берлин по линии Германской службы академических обменов (DAAD). Был сотрудником исследовательской группы «Восточная Европа» в Бременском университете. В 1988—1989 годах был членом редколлегии подпольной газеты ГДР «OSTKREUZ». С 1995 по 1999 годы был руководителем «Венгерского Дома» в Берлине, в 1999 году был главным координатором презентации Венгрии как почётного гостя Франкфуртской книжной ярмарки.
Некоторое время проживал в Вене, где работал как свободный публицист, писал для немецких газет и радио. Является членом-корреспондентом Саксонской академии искусств. В настоящее время проживает в Берлине, работает в берлинской газете «FREITAG». С 2007 года представляет Венгрию в Международном Совете Австрийской службы за границей.

## Творчество
Среди известных произведений Далоша: 
- «Гость из будущего. Анна Ахматова и сэр Исайя Берлин: История одной любви»,
- «Путешествие на Сахалин по следам Антона Чехова»,
- роман «1985» (1982, русский перевод 1991), продолжение романа Джорджа Оруэлла «1984».

Книги Далоша переведены и изданы в Англии, Франции, Дании, Швеции, Японии, Турции, Португалии, России, Австралии, Израиле, США и Голландии. Он удостоен нескольких призов и наград, в том числе Премии имени Адельберта фон Шамиссо (1995) и Золотого знака президента Венгерской Республики (2000).